# Chung kết môn Bóng đá tại Đại hội Thể thao Đông Nam Á 2023 – Nam
Trận chung kết môn Bóng đá nam tại Đại hội Thể thao Đông Nam Á 2023 là trận tranh huy chương vàng giữa hai đội tuyển bóng đá U-22 quốc gia Indonesia và Thái Lan, diễn ra vào ngày 16 tháng 5 năm 2023 tại sân vận động Olympic Phnôm Pênh, Campuchia. Đây là trận chung kết thứ 24 của Bóng đá nam tại Đại hội Thể thao Đông Nam Á, một môn thể thao của đại hội. Trên đường tiến đến trận chung kết, U-22 Indonesia đã toàn thắng cả năm trận đấu, trong đó họ đứng nhất bảng A và đánh bại đương kim vô địch U-22 Việt Nam ở bán kết. U-22 Thái Lan cũng đứng đầu ở bảng B nhưng với ba trận thắng và một trận hòa, sau đó vượt qua Myanmar tại vòng bán kết. Trận chung kết diễn ra trước sự chứng kiến của 28.133 khán giả, và được điều khiển bởi trọng tài chính người Oman Al-Hatmi Qasim. 
Trận đấu đã kéo dài trong hơn 120 phút. U-22 Indonesia dẫn trước 2–0 nhưng để U-22 Thái Lan gỡ hòa 2–2 ở những giây bù giờ cuối cùng của trận đấu. Bước sang hiệp phụ, cùng với sự kịch tính và tranh cãi kịch liệt ở trên sân, Indonesia ghi thêm ba bàn nữa để giành chiến thắng chung cuộc 5–2. 
Trận thắng trước Thái Lan đã giúp cho Indonesia giành được tấm huy chương vàng bóng đá nam đầu tiên kể từ năm 1991, lần cuối cùng họ lên ngôi vô địch với tư cách là đội tuyển quốc gia. Tuy nhiên, chiến thắng này của Indonesia đã bị lu mờ bởi những hành động được cho là xấu xí, phi thể thao của cả hai đội, đặc biệt là trong khoảng thời gian cuối hiệp hai đến đầu hiệp phụ thứ nhất. 23 thẻ phạt (trong đó có 9 thẻ đỏ và 14 thẻ vàng) đã được rút ra cho các cầu thủ và thành viên ban huấn luyện của hai bên, biến đây trở thành một trong những trận chung kết SEA Games căng thẳng và kịch tính nhất trong lịch sử với số lượng thẻ phạt kỷ lục.

## Trước trận đấu

### Thống kê

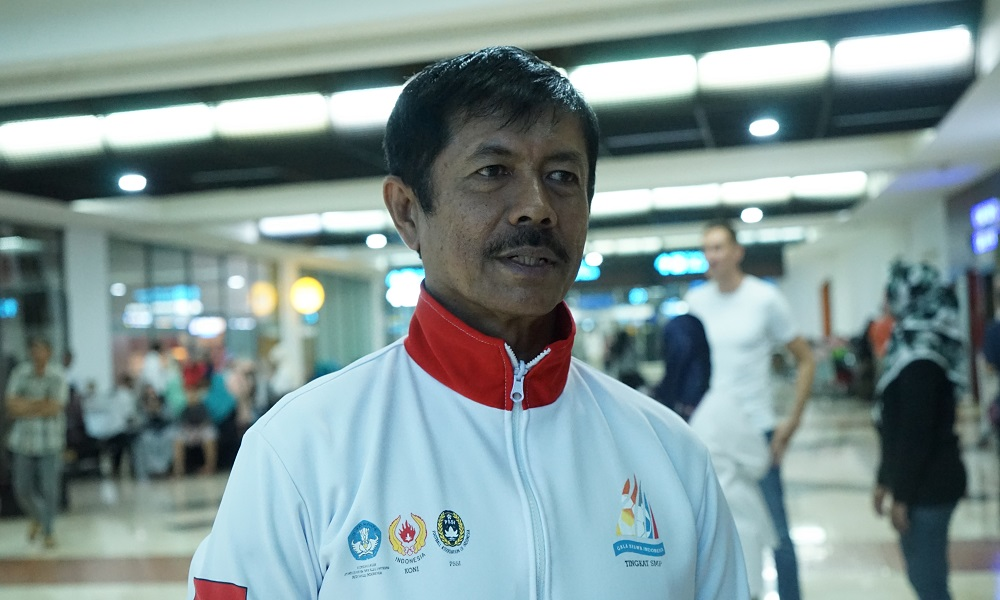
Indra Sjafri đứng trước trận chung kết bóng đá SEA Games thứ hai cùng với đội tuyển U-22 Indonesia.

Trong quá khứ, khi còn thi đấu dưới danh nghĩa đội tuyển quốc gia, Indonesia từng 2 lần giành huy chương vàng vào năm 1987 trên sân nhà của họ và năm 1991 tại Philippines. Ngoài ra, họ còn có hai lần khác vào chung kết vào các năm 1979 và 1997. Kể từ sau Đại hội năm 1991, các đội tuyển của Indonesia chưa giành được thêm một tấm huy chương vàng nào ở môn bóng đá nam. Từ khi bóng đá nam tại SEA Games được giới hạn cho lứa tuổi trẻ vào năm 2001, Indonesia đã 3 lần lọt vào đến trận đấu cuối cùng nhưng không lần nào thành công. Lần cuối cùng ở trận chung kết năm 2019, U-22 Indonesia đã để thua đậm 0–3 trước U-22 Việt Nam, đội cũng đã kết thúc chuỗi 60 năm không giành huy chương vàng của họ kể từ năm 1959.
Thái Lan, với 16 tấm huy chương vàng, luôn là quốc gia giàu thành tích bậc nhất ở môn bóng đá nam tại các kỳ SEA Games. Sự thống trị của họ có lúc được thể hiện qua 8 lần vô địch liên tiếp trong các năm 1993 đến năm 2007. Tuy nhiên, ở hai kỳ Đại hội gần nhất, họ đều thất bại trong việc giành huy chương vàng bóng đá nam, khi Việt Nam lên ngôi vương ở cả hai lần đó. Trong trận chung kết gần nhất của họ tại Hà Nội, U-23 Thái Lan đã thua U-23 Việt Nam với tỷ số 0–1 bởi bàn thắng duy nhất của Nhâm Mạnh Dũng, trực tiếp chứng kiến đối thủ bảo vệ thành công tấm huy chương vàng ngay trên sân nhà.
Indonesia và Thái Lan đã gặp nhau trong 3 trận chung kết SEA Games (1991, 1997, 2013), tính cả các cấp độ đội tuyển quốc gia và đội tuyển U-23/U-22. Ngoại trừ lần gặp nhau đầu tiên vào năm 1991 khi Indonesia đánh bại Thái Lan trên chấm luân lưu, hai lần còn lại đều chứng kiến chiến thắng dành cho người Thái. Tổng cộng, các đội tuyển quốc gia và đội tuyển trẻ của đôi bên đã đối đầu với nhau trong 23 trận đấu, trong đó Thái Lan chiếm ưu thế với 16 chiến thắng, 5 trận kết thúc với thắng lợi thuộc về Indonesia và chỉ có hai trận có kết quả bất phân thắng bại. Lần gần nhất hai đội gặp nhau vào năm ngoái tại Việt Nam, Thái Lan đã vượt qua Indonesia với tỷ số tối thiểu trong một trận đấu có tới 4 thẻ đỏ được rút ra cho cả hai bên.

### Tương quan lực lượng
U-22 Indonesia bước vào trận chung kết với sự vắng mặt của Pratama Arhan vì tấm thẻ đỏ đã nhận trong trận bán kết gặp Việt Nam. Trong khi đó, U-22 Thái Lan có đầy đủ đội hình mạnh nhất của họ.

## Địa điểm

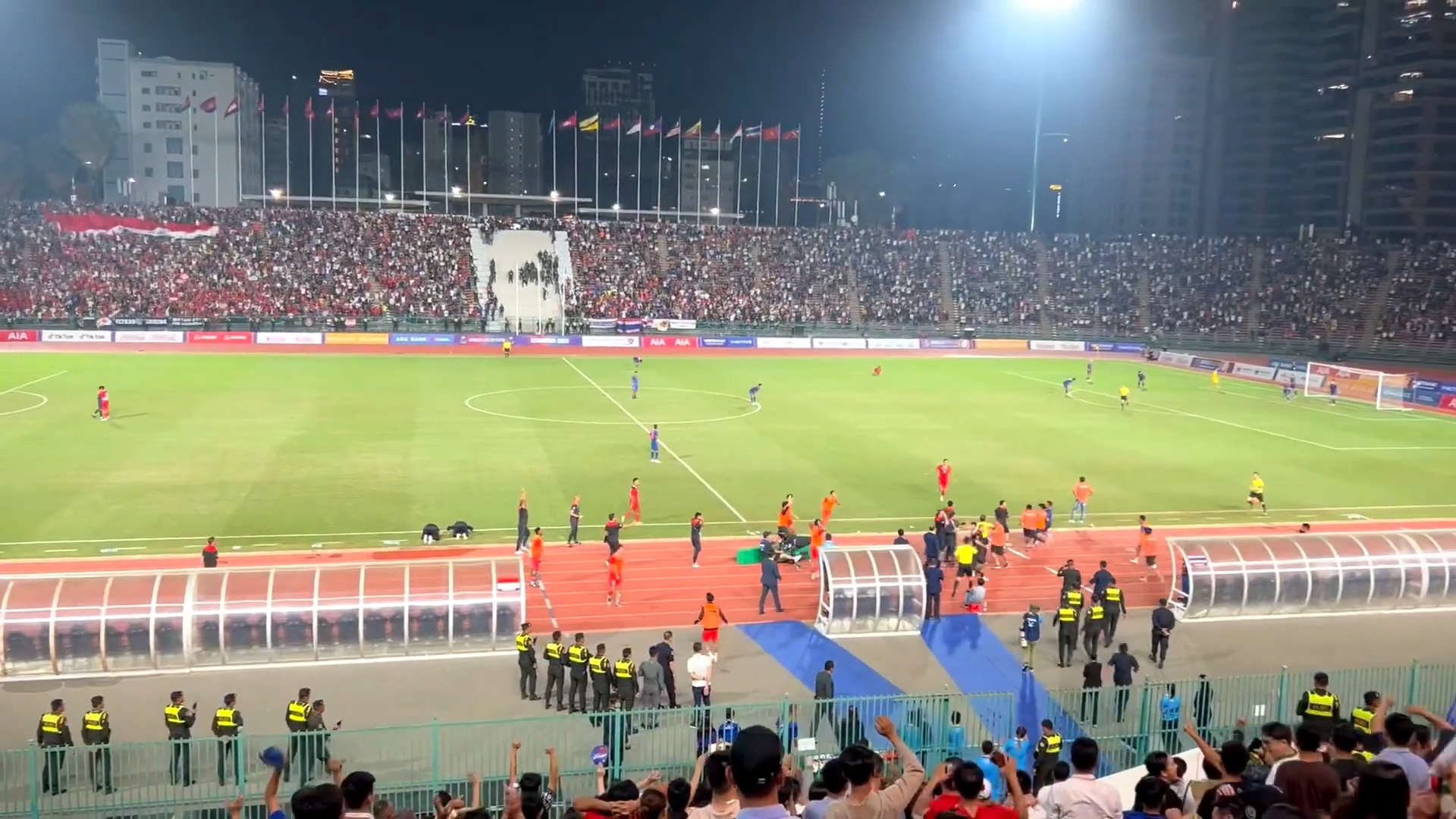
Sân vận động Olympic Phnôm Pênh trong trận chung kết.

Trận chung kết được tổ chức vào ngày 16 tháng 5 năm 2023 trên sân vận động Olympic Phnôm Pênh nằm ở trung tâm thủ đô Phnôm Pênh. Trước khi có sân vận động Morodok Techo, sân Olympic từng là sân vận động quốc gia của Campuchia và thường xuyên được đội tuyển U-23 và đội tuyển quốc gia nước này lựa chọn làm sân nhà cho các trận đấu quốc tế.
Để chuẩn bị cho Đại hội Thể thao Đông Nam Á 2023, sân vận động được nâng cấp một số hạng mục, trong đó có việc thay thế cỏ nhân tạo bằng cỏ tự nhiên và lắp đặt ghế ngồi bệt ở các khán đài chung quanh. Sân vận động là nơi đã diễn ra các trận đấu bóng đá tại bảng A, vòng bán kết và tranh huy chương đồng của giải đấu nam, cũng như các trận đấu loại trực tiếp của giải đấu nữ.

## Đường đến trận chung kết
Ghi chú: Trong tất cả các kết quả dưới đây, tỷ số của đội lọt vào trận chung kết được đưa ra trước.
| VT | Đội           | ST | Đ  |
| -- | ------------- | -- | -- |
| 1  | Indonesia     | 4  | 12 |
| 2  | Myanmar       | 4  | 9  |
| 3  | Campuchia (H) | 4  | 4  |
| 4  | Đông Timor    | 4  | 3  |
| 5  | Philippines   | 4  | 1  |

| VT | Đội       | ST | Đ  |
| -- | --------- | -- | -- |
| 1  | Thái Lan  | 4  | 10 |
| 2  | Việt Nam  | 4  | 10 |
| 3  | Malaysia  | 4  | 6  |
| 4  | Lào       | 4  | 1  |
| 5  | Singapore | 4  | 1  |

### U-22 Indonesia
Với việc là đội duy nhất toàn thắng tất cả các trận đấu tại SEA Games 2023, U-22 Indonesia nổi lên như là ứng cử viên sáng giá cho tấm huy chương vàng môn bóng đá nam. Bên cạnh đó, U-22 Indonesia cũng sở hữu đồng thời hàng công tốt nhất giải với 16 bàn thắng ghi được và hàng thủ tốt nhất với chỉ 3 lần lọt lưới.
Mang đến giải đấu một đội hình gồm những cầu thủ đã chứng tỏ năng lực ở các cấp độ trẻ, dày dạn kinh nghiệm thi đấu tại SEA Games hay thậm chí ở đội tuyển quốc gia, kết hợp với những cầu thủ nòng cốt thuộc lứa U-20 được đầu tư trọng điểm, Indonesia không giấu tham vọng đoạt ngôi vị cao nhất để lấy lại thể diện sau khi bị tước quyền đăng cai vòng chung kết Giải vô địch bóng đá U-20 thế giới 2023 - giải đấu mà người Indonesia đặt rất nhiều sự chuẩn bị và kì vọng. Trên thực tế, đội bóng xứ vạn đảo đã khởi đầu hành trình của mình ở bảng A một cách hoàn hảo bằng chiến thắng 3–0 trước U-22 Philippines, trong đó Marselino Ferdinan là người nổ súng ở cuối hiệp 1 và Irfan Jauhari cùng Fajar Fathur Rahman lập công trong những phút cuối trận, dù trước đó Rizky Ridho đã sút hỏng quả phạt đền. Sức mạnh vượt trội của U-22 Indonesia tiếp tục được thể hiện trong chiến thắng đậm 5–0 trước U-22 Myanmar, với các bàn thắng của Ramadhan Sananta (2 bàn, trong đó có 1 bàn ghi từ chấm phạt đền), Marselino, Fajar và Titan Agung. Ở trận đấu thứ ba, trước một U-22 Đông Timor vừa tạo nên cú sốc bằng chiến thắng ba bàn không gỡ trước Philippines, nhưng với đẳng cấp cao hơn hẳn, Indonesia vẫn dễ dàng có được chiến thắng với tỷ số tương tự nhờ công của Sananta cùng cú đúp của Fajar, qua đó sớm giành vé vào bán kết trước một lượt đấu. Lượt trận cuối cùng ở vòng bảng gặp chủ nhà U-22 Campuchia, dù tung vào sân đội hình dự bị, hai pha làm bàn của Titan Agung và Beckham Putra cũng đủ để giúp đội bóng xứ vạn đảo xây chắc ngôi đầu bảng A với 12 điểm tuyệt đối. Sin Sovannmakara là cầu thủ ghi bàn thắng danh dự cho Campuchia vào cuối hiệp 1, và đây cũng là trận đấu duy nhất Indonesia bị thủng lưới ở vòng bảng.
Tại vòng bán kết, chạm trán các nhà đương kim vô địch và là đối thủ đầy duyên nợ U-22 Việt Nam, đoàn quân của huấn luyện viên Indra Sjafri sớm vươn lên dẫn trước từ cú ném biên rất mạnh của Pratama Arhan để Komang Teguh lao vào đánh đầu trong vòng cấm địa, trước khi Văn Tùng ghi bàn gỡ hòa cho Việt Nam hơn 20 phút sau đó. Bước sang hiệp 2, cũng từ một tình huống ném biên của Arhan, Marselino tung cú sút xa đánh bại thủ thành bên phía đối thủ và đưa đội nhà vươn lên dẫn điểm một lần nữa. Nhưng sau đó, việc đánh mất lợi thế quân số do Arhan phải rời sân sau tấm thẻ vàng thứ hai, cùng với pha phản lưới nhà của Bagas Kaffa giúp Việt Nam cân bằng tỷ số đã khiến các cầu thủ trẻ của Indonesia gặp nhiều khó khăn trong phần lớn thời gian còn lại của hiệp đấu. Khi trận đấu chỉ còn vài phút bù giờ, Taufany Muslihuddin đã mang về bàn thắng quý giá cho đội bóng áo đỏ để hiên ngang tiến vào trận đấu cuối cùng, bất chấp việc phải thi đấu trong thế thiếu người so với đối thủ.

### U-22 Thái Lan
U-22 Thái Lan cũng có một hành trình tương đối bằng phẳng ở bảng B. Trận ra quân gặp U-22 Singapore, Bầy voi chiến trẻ đã giành thắng lợi 3–1 trong một thế trận áp đảo. Các bàn thắng của đội bóng áo xanh được ghi bởi Teerasak Phoephimai, Achitpol Kererom và Purachet Thodsanit, trong khi Nicky Melvin của Singapore mang về bàn rút ngắn tỷ số ở những phút cuối hiệp đầu. Gặp Malaysia ở lượt trận thứ hai, các cầu thủ Thái Lan đã trả thù thành công cho trận thua bất ngờ 1–2 trong lần đối đầu trước đó của hai bên tại Việt Nam với hai pha làm bàn của Anan Yodsangwal và Yotsakorn Burapha, những người được tung vào sân trong hiệp hai. Trận đấu kế tiếp gặp Lào, đoàn quân của huấn luyện viên Issara Sritaro sở hữu thế trận vượt trội trước đội bóng láng giềng và kết thúc với tỷ số đậm 4–1, trong đó Yotsakorn và Teerasak thay phiên nhau lập công với hai bàn mỗi người, trước khi Roman Angot của Lào gỡ lại một bàn danh dự từ chấm phạt đền. Chiến thắng đã giúp cho Thái Lan sớm đặt chân vào vòng bán kết dù vẫn còn một trận đấu nữa gặp U-22 Việt Nam, đối thủ cạnh tranh trực tiếp cho ngôi vị nhất bảng sau khi họ cũng sớm giành vé vào bán kết ở lượt trận trước đó. Là trận tái đấu của trận chung kết bóng đá nam cách đó gần một năm trước, Thái Lan đã có bàn thắng mở tỷ số từ rất sớm của Achitpol, nhưng rồi để cho Lê Quốc Nhật Nam bên phía đối thủ gỡ hòa trong nửa sau của trận đấu. Cùng giành được 10 điểm như Việt Nam nhưng với hiệu số tốt hơn, Thái Lan đã giành vị trí đầu bảng. Chỉ phải đối đầu với một U-22 Myanmar được đánh giá thấp hơn rất nhiều ở vòng bán kết, U-22 Thái Lan đã vượt qua đối thủ một cách dễ dàng với tỷ số 3–0 nhờ những pha ghi bàn của Teerasak, Leon James và Anan.

## Trận đấu

### Diễn biến trận đấu

#### Hiệp 1

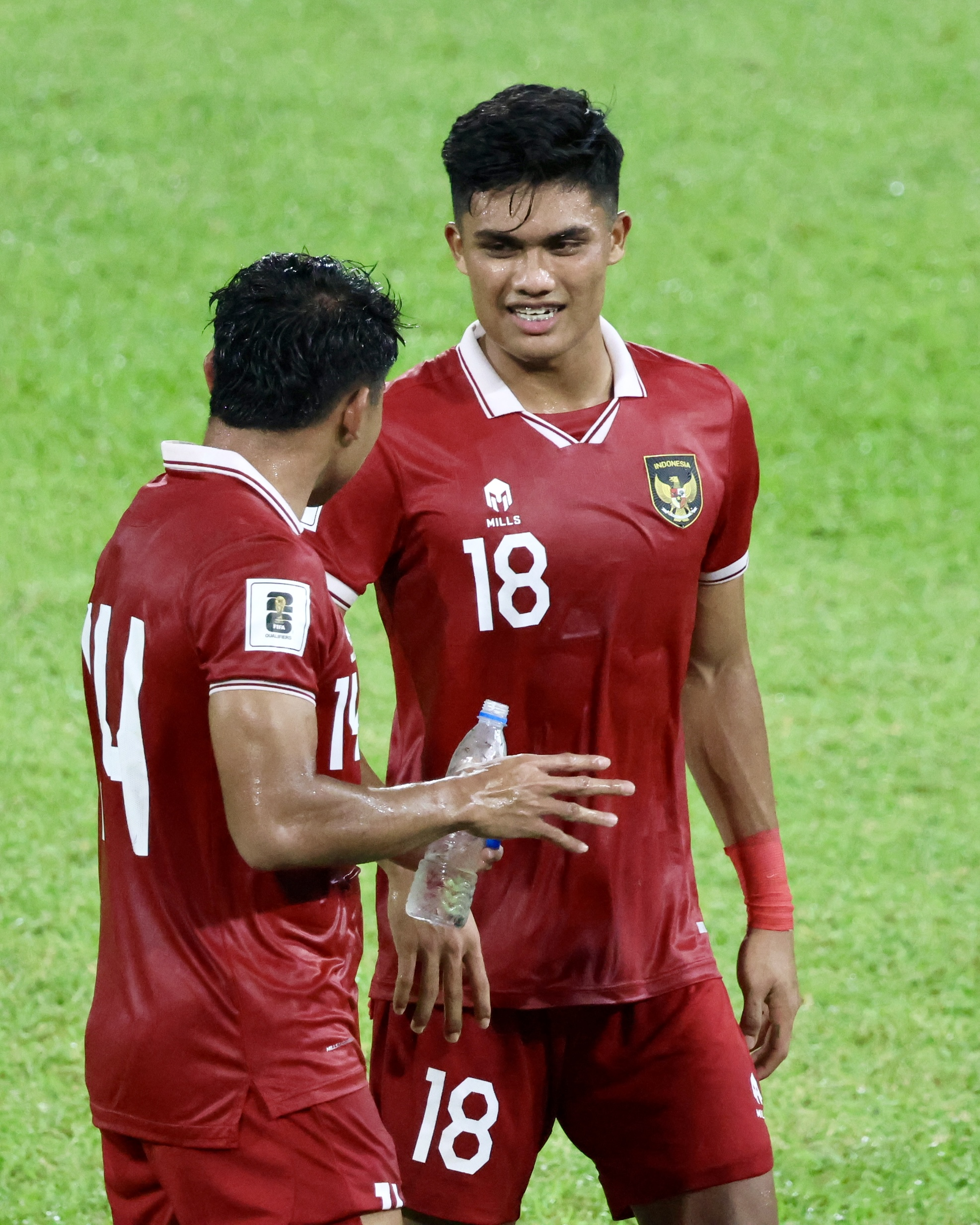
Ramadhan Sananta lập được cú đúp trong hiệp đấu đầu tiên.

Trận chung kết được bắt đầu vào lúc 19 giờ 30 theo giờ địa phương, với U-22 Thái Lan là những người được giao bóng trước. Ngay sau tiếng còi khai cuộc của trọng tài Al-Hatmi, đoàn quân của huấn luyện viên Indra Sjafri đã sớm tỏ rõ thế chủ động khi quyết định dâng cao đội hình ngay từ đầu. Cơ hội đầu tiên của họ đến ở phút thứ 3, khi Marselino tung cú nã đại bác tầm xa đi vọt xà ngang. Bốn phút sau, thủ môn Ernando lao ra truy cản Teerasak bên ngoài vòng cấm để ngăn pha phản công nhanh của U-22 Thái Lan, nhận tấm thẻ vàng đầu tiên của trận đấu. Phút thứ 10, tiếp tục là Marselino đi bóng qua hàng phong ngự của đối phương nhưng cú dứt điểm của anh lại đi vọt xà. Phút thứ 18, trung vệ Komang dâng cao và tung cú sút xa bất ngờ về phía khung thành của U-22 Thái Lan, song bóng đã đi ra ngoài. Tuy vậy, Indonesia đã không phải chờ đợi quá lâu để có bàn thắng mở tỷ số ở phút thứ 21. Từ quả ném biên rất mạnh của Dewangga, tiền đạo Sananta cắt mặt đánh đầu đưa bóng đập chân hậu vệ Songchai của Thái Lan bay vào lưới trong sự bất lực của thủ môn Soponwit. U-22 Thái Lan cố gắng đẩy cao đội hình tìm kiếm bàn gỡ; họ có được những pha uy hiếp khung thành của thủ môn Ernando ở những phút cuối hiệp nhưng đều không thành công. Họ thậm chí còn để thủng lưới thêm ở phút bù giờ cuối cùng của hiệp 1, khi Sanata tận dụng sự thiếu ăn ý giữa hai trung vệ Thái Lan đưa bóng qua đầu Soponwit đi vào lưới trống, sau đường chuyền dài của Ridho. Hiệp một khép lại với cách biệt hai bàn cho U-22 Indonesia.

#### Hiệp 2
Sang hiệp hai, U-22 Thái Lan tung tiền vệ công Purachet vào sân thay Chayapipat để cải thiện hàng công, trong khi tiền vệ phòng ngự Ananda là người thay thế cho Muhammad Taufany bên phía U-22 Indonesia. Đội bóng áo đỏ tiếp tục duy trì lối chơi phòng ngự chặt chẽ, sẵn sàng phạm lỗi ở xa cầu môn để gây khó khăn cho đối thủ. Cùng lúc đó, U-22 Thái Lan vẫn nỗ lực dâng cao nhằm tìm kiếm cơ hội ghi bàn, và đến phút 52, Settasit đã có một cú sút xa, căng chìm sau một pha phối hợp, trước khi thủ môn Ernando đổ người cứu thua cho U-22 Indonesia. Phút thứ 58, thủ môn Ernando nằm sân sau pha va chạm với cầu thủ Thái Lan; Teerasak tiến đến kéo áo thủ môn Indonesia ám chỉ đối thủ câu giờ và phải nhận thẻ vàng vì hành động này. 7 phút sau, Thái Lan được hưởng một quả phạt góc bên cánh trái của Channarong, và tiền đạo Anan đã băng vào đánh đầu chính xác làm tung lưới của Indonesia, rút ngắn tỷ số xuống còn 1–2. Bàn thắng đã khiến cho cục diện trận đấu thay đổi theo cách nghẹt thở, khi Indonesia chủ động đá phòng ngự phản công nhằm chờ đợi thời cơ kết liễu đối thủ, còn Thái Lan liên tục hãm thành để nuôi hy vọng san bằng tỷ số. Những phút cuối trận, khung thành cả hai bên đều liên tiếp bị đe doạ. Phút thứ 87, sau một tình huống phản công nhanh của U-22 Indonesia, bóng được đẩy lên phía trên cho Witan nhưng pha đẩy bóng hơi dài khiến Soponwit vừa kịp lao ra bịt góc sút của tiền vệ này. Ngay sau đó, Thái Lan đã đáp trả với một tình huống gần tương tự của Teerasak, nhung bị thủ môn Ernando cản phá ở cú chạm bóng cuối cùng. Các cầu thủ Indonesia trong khoảng thời gian bù giờ cuối hiệp đã tranh thủ nằm sân nhiều lần và thực hiện nhiều quyền thay đổi người để kéo dài thời gian.
Bước ngoặt của trận đấu xảy đến ở phút bù giờ thứ 9 của hiệp hai. Các thành viên ban huấn luyện của Indonesia đã lao vào sân ăn mừng ngay khi tiếng còi của trọng tài vừa cất lên vì nghĩ rằng đó là hồi còi kết thúc trận đấu, nhưng họ đã nhầm lẫn khi trọng tài đang cho Thái Lan được hưởng một quả đá phạt. Tận dụng cơ hội cuối cùng này, cầu thủ mới vào sân thay người Yotsakorn Burapha đi bóng vào vòng cấm, vượt qua hai hậu vệ Indonesia và dứt điểm hạ gục thủ thành Ernando, ghi bàn gỡ hòa 2–2 đầy kịch tính. Trong niềm vui vỡ òa, ban huấn luyện và các cầu thủ Thái Lan đã tràn ra bên ngoài sân, thậm chí còn chạy đến khu vực kỹ thuật của Indonesia và ăn mừng đầy khiêu khích ngay trước mặt đối thủ. Chứng kiến hành động này, tiền đạo dự bị Titan Agung của U-22 Indonesia đã lao đến đạp vào một thành viên ban huấn luyện Thái Lan, mở đầu cho một cuộc xô xát giữa đôi bên. Cả hai người sau đó đã phải nhận thẻ đỏ trực tiếp. Các cầu thủ và ban huấn luyện U-22 Indonesia cũng phản ứng quyết liệt với quyết định của trọng tài, buộc lực lượng cảnh sát trên sân phải can ngăn. Hòa nhau với tỷ số 2–2 sau 90 phút thi đấu chính thức, U-22 Indonesia và U-22 Thái Lan phải tiếp tục bước vào 30 phút hiệp phụ.

#### Hiệp phụ và màn hỗn chiến gây tranh cãi

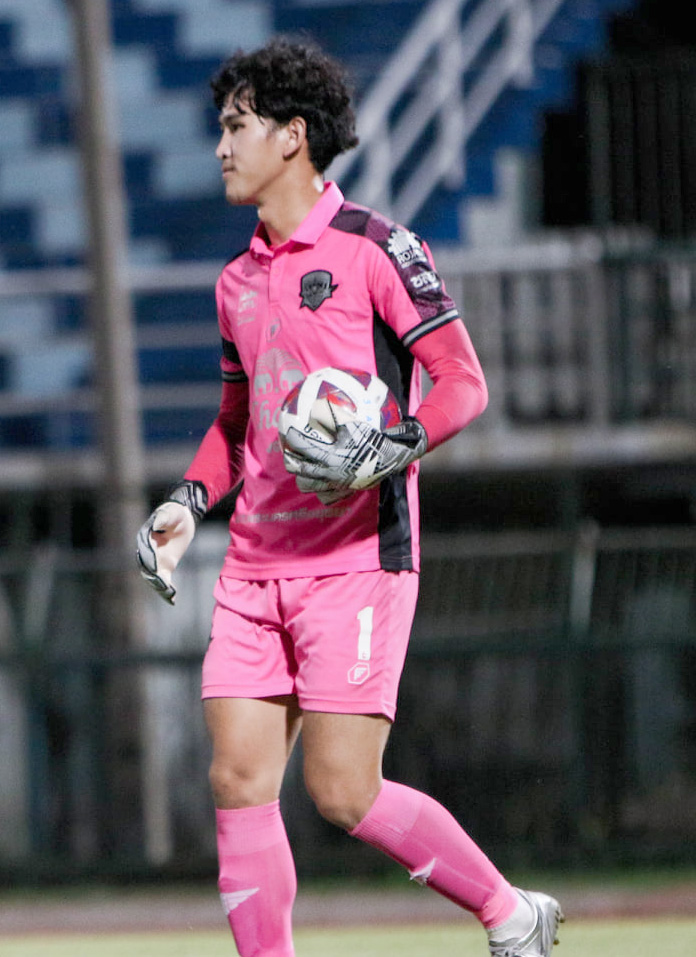
Soponwit Rakyart là một trong hai cầu thủ phải nhận thẻ đỏ trong cuộc xô xát đầu hiệp phụ.

Ngay từ phút đầu tiên của hiệp phụ thứ nhất, tận dụng sai lầm của hậu vệ Songchai Thongcham, Irfan Jauhari băng vào vòng cấm, bấm bóng kỹ thuật hạ thủ môn Soponwit, giúp Indonesia vượt lên dẫn trước 3–2. Lần này, đến lượt Indonesia có màn ăn mừng đáp trả đối thủ, dẫn đến một cuộc xô xát còn dữ dội hơn bên ngoài sân bóng. Hàng loạt cầu thủ, quan chức và nhân viên hai đội lao vào đấm đá, thách thức lẫn nhau. Trưởng đoàn Kombes Pol Sumardji của Indonesia cũng có mặt để can ngăn nhưng đã bị một số thành viên của Thái Lan đánh và đấm, khiến mặt ông đỏ bừng, chảy máu mũi và miệng. Cảnh tượng hỗn loạn chỉ lắng xuống khi đội cảnh sát cơ động đến can thiệp. Trọng tài phải nhờ đến các giám sát vào cuộc để xác định những người gây hấn, đồng thời rút tổng cộng năm thẻ đỏ phạt cầu thủ và ban huấn luyện hai bên. Hai trong số đó được dành cho thủ môn Thái Lan Soponwit và trung vệ Indonesia Komang với hành vi bạo lực ngay trước mặt trong tài, cùng với 2 thành viên ban huấn luyện Thái Lan và 1 người bên phía Indonesia bị đuổi lên khán đài. Trận đấu đã bị tạm dừng trong khoảng hơn 8 phút. 
Phút thứ 102, trung vệ Jonathan Khemdee nhận thẻ vàng thứ hai rời sân sau pha phạm lỗi với cầu thủ Indonesia. Có được lợi thế về quân số, đội bóng xứ vạn đảo tấn công dồn dập hàng thủ Thái Lan; hàng loạt cơ hội nguy hiểm được tạo ra bởi những Fajar hay Marselino. Hệ quả là ở phút thứ 106, Fajar đã có pha xoay người tung cú sút hiểm hóc từ rìa vòng cấm, ghi bàn thắng thứ 4 cho Indonesia. Càng về cuối hiệp phụ thứ hai, các cầu thủ áo xanh càng lộ rõ sự xuống sức và dường như không còn có thể tranh chấp trực tiếp với các chân sút bên phía Indonesia. Họ thoát được một quả đá phạt đền sau khi Farha bị phạm lỗi trong vòng cấm, nhưng rồi họ đã phải chơi với chỉ 8 người còn lại trên sân không lâu sau đó, khi Teerasak nhận chiếc thẻ vàng thứ hai. Bị dẫn bàn lại chơi thiếu người trong lúc thể lực suy giảm nặng nề, U-22 Thái Lan nhận thêm bàn thua thứ năm do công của Beckham Putra ở phút thứ 120. Chung cuộc, Indonesia đã giành chiến thắng trước Thái Lan với tỷ số 5–2, qua đó sở hữu tấm huy chương vàng đầu tiên sau 32 năm chờ đợi. 

### Chi tiết
| Indonesia                                                    | 5–2 (s.h.p.) | Thái Lan                      |
| ------------------------------------------------------------ | ------------ | ----------------------------- |
| - Sananta 21', 45+5' - Irfan 91' - Fajar 106' - Beckham 120' | Chi tiết     | - Anan 65' - Yotsakorn 90+10' |

| Indonesia | Thái Lan |

| Indonesia (4–5–1): |    |                     |         |       |
| GK                 | 20 | Ernando Ari         | 7'      |       |
| RB                 | 2  | Bagas Kaffa         |         |       |
| CB                 | 4  | Komang Teguh        | 28' 94' |       |
| CB                 | 5  | Rizky Ridho (c)     |         |       |
| LB                 | 13 | Haykal Alhafiz      |         | 106'  |
| DM                 | 19 | Alfeandra Dewangga  | 67'     | 70'   |
| CM                 | 7  | Marselino Ferdinan  |         |       |
| CM                 | 15 | Taufany Muslihuddin |         | 46'   |
| RW                 | 14 | Fajar Fathur Rahman |         |       |
| LW                 | 8  | Witan Sulaeman      |         | 90+3' |
| CF                 | 9  | Ramadhan Sananta    | 48'     | 55'   |
| Cầu thủ dự bị:     |    |                     |         |       |
| GK                 | 1  | Adi Satryo          |         |       |
| DF                 | 3  | Rio Fahmi           |         | 90+3' |
| DF                 | 16 | Muhammad Ferarri    |         | 70'   |
| MF                 | 6  | Ananda Raehan       |         | 46'   |
| MF                 | 10 | Beckham Putra       | 120+1'  | 106'  |
| FW                 | 11 | Jeam Kelly Sroyer   |         |       |
| FW                 | 17 | Irfan Jauhari       |         | 55'   |
| FW                 | 18 | Titan Agung         | 90+11'  |       |
| Huấn luyện viên:   |    |                     |         |       |
| Indra Sjafri       |    |                     |         |       |

| Thái Lan (4–2–3–1): |    |                            |          |     |
| GK                  | 1  | Soponwit Rakyart           | 94'      |     |
| RB                  | 2  | Bukkoree Lemdee            |          | 30' |
| CB                  | 5  | Songchai Thongcham         |          | 95' |
| CB                  | 4  | Jonathan Khemdee           | 28' 102' |     |
| LB                  | 3  | Chatmongkol Rueangthanarot | 41'      |     |
| CM                  | 6  | Airfan Doloh (c)           | 73'      | 73' |
| CM                  | 19 | Chayapipat Supunpasuch     | 8'       | 46' |
| RW                  | 7  | Channarong Promsrikaew     |          |     |
| AM                  | 17 | Settasit Suwannasit        |          | 87' |
| LW                  | 10 | Achitpol Keereerom         |          | 30' |
| CF                  | 8  | Teerasak Poeiphimai        | 58' 118' |     |
| Cầu thủ dự bị:      |    |                            |          |     |
| GK                  | 20 | Thirawut Sraunson          |          | 95' |
| DF                  | 12 | Apisit Saenseekammuan      | 78'      | 73' |
| DF                  | 13 | Pongsakorn Trisat          |          | 30' |
| DF                  | 15 | Jakkapong Sanmahung        |          |     |
| MF                  | 14 | Purachet Thodsanit         |          | 46' |
| MF                  | 16 | Leon James                 |          |     |
| MF                  | 18 | Thirapak Prueangna         |          |     |
| FW                  | 9  | Yotsakorn Burapha          |          | 87' |
| FW                  | 11 | Anan Yodsangwal            | 90+7'    | 30' |
| Huấn luyện viên:    |    |                            |          |     |
| Issara Sritaro      |    |                            |          |     |

| Cầu thủ xuất sắc nhất trận: Ramadhan Sananta (Indonesia) Trợ lý trọng tài: Muhammad Ali (Pakistan) Sayedali Sayedali (Kuwait) Trọng tài thứ tư: Ashkanani Ammar (Kuwait) | Luật của trận đấu - 90 phút. - 30 phút 2 hiệp phụ nếu cần thiết. - Loạt sút luân lưu nếu tỷ số vẫn hòa. - Tối đa 9 cầu thủ dự bị. - Được phép thay tối đa 5 cầu thủ, và được thay thêm 1 cầu thủ nữa trong hiệp phụ. |

1. ↑  Một thành viên ban huấn luyện Indonesia bị thẻ đỏ ở đầu hiệp phụ thứ nhất.
2. ↑  Ba trợ lý huấn luyện viên Thái Lan bị thẻ đỏ (một người ở phút bù giờ hiệp hai, hai người ở đầu hiệp phụ thứ nhất).

### Thống kê
| Chỉ số thống kê             | U-22 Indonesia | U-22 Thái Lan |
| --------------------------- | -------------- | ------------- |
| Bàn thắng                   | 5              | 2             |
| Tỷ lệ kiểm soát bóng        | 63%            | 37%           |
| Số cú sút                   | 23             | 9             |
| Số cú sút trúng đích        | 11             | 4             |
| Số đường chuyền (chính xác) | 408 (327)      | 419 (328)     |
| Phạt góc                    | 9              | 7             |
| Phạm lỗi                    | 27             | 22            |
| Việt vị                     | 2              | 3             |
| Thẻ vàng                    | 4              | 7             |
| Thẻ đỏ                      | 2              | 5             |

## Truyền thông
Trận đấu chung kết đã được phát sóng trực tiếp thông qua kênh truyền hình RCTI của Indonesia, cùng với TV Pool và T Sport 7 của Thái Lan. Mặc dù trận đấu này, cũng như tất cả các nội dung thi đấu khác tại Đại hội, đều được phía chủ nhà Campuchia miễn phí bản quyền phát sóng và hầu hết các nước trong khu vực được xem sự kiện này một cách miễn phí, một số nước (trong đó có Indonesia) lại đưa các nội dung này lên những nền tảng trả phí. Do đó, nhiều cổ động viên (chủ yếu đến từ Indonesia) đã tìm đến các nền tảng phát sóng của các nước khác để theo dõi, đáng chú ý là kênh YouTube VTV Thể Thao của Đài Truyền hình Việt Nam (VTV). Theo ghi nhận của trang Facebook ASEAN Football, đã có 2,5 triệu người theo dõi trực tiếp trận đấu trên kênh YouTube của đài này (lúc cao điểm nhất có tới 1,8 triệu người xem cùng lúc). Cho đến chiều ngày 17 tháng 5, một ngày sau khi trận đấu khép lại, video trận đấu giữa đội tuyển U-22 Indonesia và U-22 Thái Lan trên kênh này đã tăng vọt đến hơn 14 triệu lượt xem, số lượng cao nhất trong tất cả các trận đấu bóng đá tại SEA Games 32 mà đài từng chiếu trên YouTube trước đó.
Mặc dù bị tranh giành sự ảnh hưởng tại Indonesia, chương trình phát sóng trực tiếp trận chung kết của RCTI đã đứng đầu trong bảng xếp hạng chỉ số lượt xem (rating) của ngày 17 tháng 5 với mức chia sẻ đạt 33,2%, theo báo cáo từ tài khoản Instagram indotvtrends.

## Sau trận đấu
Indonesia đã giành tấm huy chương vàng SEA Games thứ ba trong lịch sử ở môn bóng đá nam và là tấm huy chương vàng đầu tiên từ sau chức vô địch trước chính Thái Lan vào năm 1991, chấm dứt cơn khát danh hiệu của họ trong suốt 32 năm. Đây là chiến thắng đầu tiên của Indonesia kể từ khi môn bóng đá nam tại SEA Games trở thành cuộc thi theo nhóm tuổi vào năm 2001, giúp cho họ vươn lên cân bằng với Việt Nam về số lượng huy chương vàng bóng đá nam ở tất cả các kỳ Đại hội từ năm 1959 (đều có 3 huy chương vàng), xếp sau Thái Lan (16 lần), Malaysia (6 lần) và Myanmar (5 lần). Indonesia cũng trở thành quốc gia thứ tư vô địch bóng đá nam SEA Games với thành tích toàn thắng (sau Myanmar các năm 1967 và 1973, Malaysia năm 1989, Thái Lan các năm 1993, 2001, 2005, 2007 và 2015) và là quốc gia thứ hai làm được điều này kể từ năm 2001.
Đối với Thái Lan, thất bại trước U-22 Indonesia đã đánh dấu lần thứ ba liên tiếp họ không thể bước đến ngôi vị cao nhất ở môn bóng đá nam, lần đầu tiên kể từ năm 1991. Cùng với việc đội tuyển nữ nước này thất bại lần thứ tư liên tiếp trong việc tìm kiếm huy chương vàng, đây tiếp tục là một kỳ Đại hội thất bại đối với nền bóng đá hàng đầu khu vực. U-22 Thái Lan nói riêng và bóng đá nói chung trở thành những cái tên gây thất vọng nhất sau SEA Games 32, theo một khảo sát của Đại học Kasem (Thái Lan). Trận chung kết này cũng đánh dấu lần đầu tiên đại diện Thái Lan để thủng lưới tới 5 bàn ở trận tranh huy chương vàng (trước đó họ chỉ để lọt lưới nhiều nhất 3 bàn, ở các kỳ Đại hội năm 1959 và 1969) và là trận thua đậm nhất với tỷ số cao nhất trong các trận chung kết SEA Games của Thái Lan. Trong lịch sử tham dự của Thái Lan tại Đại hội, chỉ có một trận đấu khác họ để thua đến 5 bàn là trận gặp đội tuyển Việt Nam Cộng hòa tại bán kết năm 1967. Ngoài ra, U-22 Thái Lan cũng trở thành đội bóng nhận nhiều bàn thua nhất ở trận chung kết trong lịch sử môn bóng đá nam tại SEA Games.
Với 14 thẻ vàng và 9 thẻ đỏ (trong đó có 2 thẻ đỏ gián tiếp), trận đấu cũng đi vào lịch sử Đại hội với tư cách là trận đấu bóng đá có nhiều thẻ phạt nhất. Kỷ lục này thậm chí còn vượt qua cả kỷ lục về số thẻ phạt trong một trận đấu của World Cup, khi đã có đến 18 thẻ vàng và 1 thẻ đỏ được rút ra trong trận đấu giữa Hà Lan và Argentina tại vòng tứ kết World Cup 2022.
Ngay sau khi Indonesia giành được tấm huy chương vàng, một lượng lớn người hâm mộ tại quê nhà đã tập trung tại trung tâm thủ đô Jakarta để ăn mừng chiến tích của đội bóng. Các cổ động viên đổ ra đường đi bão trong khi reo hò, vẫy quốc kỳ và hát vang các bài ca chiến thắng, thậm chí pháo sáng cũng đã xuất hiện trong bầu không khí cuồng nhiệt. Sự hân hoan của người Indonesia tiếp tục được thể hiện vào sáng ngày 19 tháng 5, trong ngày đội tuyển U-22 Indonesia thực hiện một cuộc diễu hành sau khi trở về nước từ Campuchia. Hàng vạn người đã vây kín chiếc xe buýt chở các cầu thủ Indonesia, làm cho nhiều tuyến đường ở thủ đô Jakarta bị tắc nghẽn hơn 2 giờ đồng hồ, chủ yếu ở khu vực xung quanh tòa nhà Bộ Thanh niên và Thể thao Indonesia và sân vận động Gelora Bung Karno. Điều này đã khiến cho một số người dân tại đây cảm thấy không hài lòng vì lễ mừng công diễn ra trong ngày đi làm gây phiền nhiễu tới công việc và kế hoạch của họ. Chiến thắng của U-22 Indonesia đã nhận được sự động viên và chúc mừng tới từ Tổng thống nước này Joko Widodo, thông qua tài khoản Twitter chính thức của ông.

### Chỉ trích

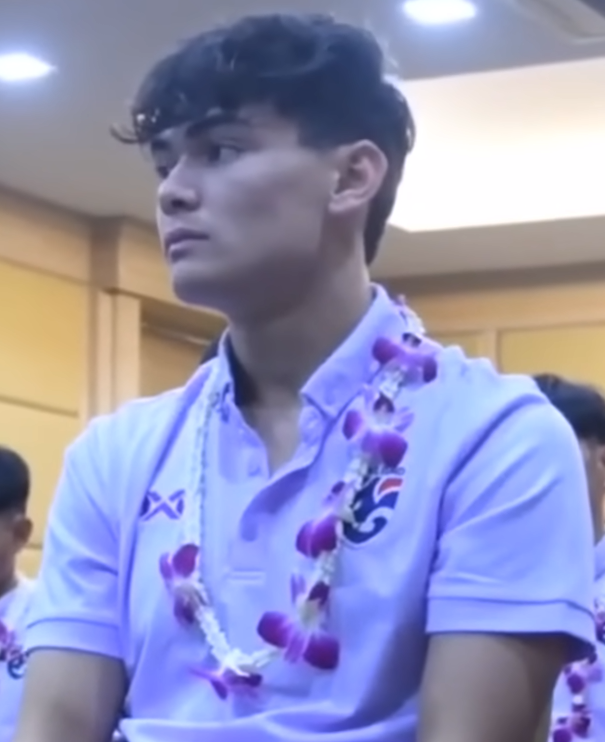
Jonathan Khemdee bị các cổ động viên đội nhà phản ứng kịch liệt với hành động ném huy chương bạc lên khán đài.

Trọng tài chính người Oman Al-Hatmi đã phải nhận nhiều phản ứng trái chiều bởi những quyết định và hiệu lệnh bị cho là khó hiểu. Bàn thắng nâng tỷ số lên 2–0 của Indonesia đã gây tranh cãi về tính hợp lệ của nó, khi Rizky Ridho phất bóng dài cho đồng đội Sanata ở phía trên từ một pha thả bóng. Mặc dù bàn thắng của Sananta đã được công nhận theo Luật 8 của Luật bóng đá (bóng đã chạm đủ hai lần vào chân các cầu thủ Indonesia trước khi vào lưới), song hậu vệ Jonathan Khemdee và huấn luyện viên trưởng Issara Sritaro của U-22 Thái Lan đều tố cáo phía Indonesia chơi bóng thiếu fair-play trong tình huống này, bởi trước đó khi cầu thủ của Indonesia bị chấn thương và phải rời sân, trọng tài đã cho dừng trận đấu trong lúc bóng không thuộc quyền kiểm soát của đội nào, và họ cho rằng bóng đáng lẽ phải được trả lại cho họ. Ngoài ra, Khemdee cũng chê trách trọng tài Al-Hatmi đã không kiểm soát được trận đấu và nhiều lần mắc sai sót, gây ức chế cho cầu thủ hai đội và dẫn đến vụ ẩu đả.
Bên kia chiến tuyến, huấn luyện viên trưởng Indra Sjafri của U-22 Indonesia đã chỉ trích việc ban huấn luyện và cầu thủ Thái Lan ăn mừng khiêu khích đã khiến trận đấu trở nên rối loạn. Sjafri cho biết thêm, sau khi xảy ra ẩu đả, ông đã gọi tất cả ban huấn luyện và cầu thủ trở lại để nói chuyện và yêu cầu họ tập trung vào chơi bóng. Ông cũng tiết lộ rằng cả hai đội đều đã gặp và xin lỗi lẫn nhau sau khi trận đấu khép lại.
 

Trong khi đó, Liên đoàn bóng đá Campuchia (FFC), đơn vị tổ chức môn bóng đá tại Đại hội, tuyên bố từ chối nhận trách nhiệm về vụ việc. Quốc vụ khanh Bộ Thông tin Campuchia Chum Kosal, ở một diễn biến khác, đã yêu cầu phía Thái Lan giáo dục lại cầu thủ Jonathan Khemdee sau khi anh được phát hiện đã tiến lại gần khán đài và ném huy chương bạc về phía các cổ động viên. Mặc dù Khemdee giải thích rằng anh muốn tặng huy chương cho một cổ động viên thân thiết, nhưng việc làm của cầu thủ này đã gây nên sự bất bình đối với những người hâm mộ Thái Lan và cả các khán giả nước chủ nhà. Hành động của Khemdee càng dấy lên sự bức xúc trong bối cảnh cầu thủ gốc Đan Mạch trước đó đã tuyên bố sẽ không thi đấu cho các đội tuyển quốc gia Thái Lan sau trận chung kết này, để tập trung cho sự nghiệp ở câu lạc bộ.
— Trang ESPN Asia nêu nhận định về trận chung kết SEA Games 32.
Sự việc xảy ra trong trận đấu đã thu hút sự quan tâm của truyền thông trong và ngoài khu vực Đông Nam Á. Tờ Marca (Tây Ban Nha) đăng tải lại video của vụ đánh nhau giữa U-22 Thái Lan với U-22 Indonesia và gọi đó là "vụ lộn xộn lớn nhất trong năm". Tờ này cũng nhận định những quyết định khó hiểu của trọng tài đã là nguyên nhân dẫn đến xung đột giữa cầu thủ hai đội. Trang ESPN Asia khẳng định tấm huy chương vàng của U-22 Indonesia đã bị hoen ố bởi những cuộc đụng độ xấu xí: "...Chiến thắng này của U-22 Indonesia dường như không trọn vẹn. Thật đáng tiếc khi vinh quang của Indonesia, bộ mặt của bóng đá Đông Nam Á cuối cùng lại bị những cảnh tượng ô nhục làm hỏng, thay vì những màn trình diễn đẹp đẽ của một trận chung kết SEA Games hấp dẫn".
Trận đấu cũng đã gây ấn tượng mạnh cho các cổ động viên Đông Nam Á với những ý kiến trái chiều. Ngoài những ý kiến cho rằng trận đấu diễn ra đầy kịch tính và giàu cảm xúc, thậm chí còn được so sánh là hấp dẫn hơn cả trận chung kết của World Cup, một bộ phận người xem cũng để lại những bình luận chỉ trích về cuộc hỗn chiến. Những cảnh tượng bạo lực diễn ra trong trận đã khiến nhiều người hâm mộ ví von với một trận tranh đai vô địch trên võ đài UFC hay một cuộc đấu võ giữa Muay Thái và pencak silat.

### Kỷ luật
Hiệp hội bóng đá Thái Lan (FAT) đã thành lập một ủy ban điều tra tiến hành tìm hiểu kỹ sự việc và tuyên bố sẽ có hình thức kỷ luật nghiêm khắc đối với những người tham gia vụ ẩu đả. Ba thành viên ban huấn luyện U-22 Thái Lan đã bị đình chỉ làm nhiệm vụ ở các cấp độ đội tuyển trong 1 năm, cùng hai cầu thủ Soponwit Rakyath và Teerapak Pruengna bị cấm thi đấu cho các đội tuyển quốc gia nước này trong vòng 6 tháng. Giám đốc kỹ thuật kiêm trưởng đoàn U-22 Thái Lan Yuttana Yimkarun cũng đã quyết định nộp đơn từ chức sau sự việc. Ủy ban Olympic quốc gia Indonesia (NOC) kêu gọi Hiệp hội bóng đá nước này (PSSI) báo cáo sự việc lên FIFA để phối hợp xử lý, đồng thời cảnh báo đội U-22 Indonesia phải sẵn sàng chịu trách nhiệm cho hành vi của mình.
Liên đoàn bóng đá châu Á (AFC) bày tỏ sự thất vọng về vụ ẩu đả xảy ra ở trận chung kết SEA Games 32 và cho rằng điều đó đi ngược với tinh thần fair-play của bóng đá. Dù không có án phạt tước huy chương nào, cơ quan này đã phạt tiền và treo giò các cầu thủ, thành viên ban huấn luyện tham gia vụ việc. 3 cầu thủ và 4 thành viên ban huấn luyện Indonesia đã bị cấm thi đấu và làm nhiệm vụ 6 trận, trong khi án phạt tương tự được dành cho 5 quan chức và 2 cầu thủ bên phía Thái Lan. Ngoài ra, FAT còn phải nộp phạt 10.000 USD vì vụ loạn đả trên.